# Ève Lavallière
Ève Lavallière, nome completo Eugénie Marie Pascaline Fenoglio, (1 de abril de 1866 - 10 de julho de 1929), foi uma atriz de teatro francesa e mais tarde uma notável penitente católica e membro da Ordem Franciscana Secular.

## Biografia
Ève Lavallière nasceu na rue Champ-de-Mars, 8, em Toulon. Ela era filha de Louis-Emile Fenoglio, um alfaiate de origem napolitana, e da Albânia-Marie Rana, nascida em Perpignan. Ao nascer, seus pais já tinham um filho. Seu nascimento não foi desejado e ela foi colocada, até a idade escolar, com uma família de camponeses local. Em idade escolar, entretanto, ela foi matriculada por seus pais em uma escola particular de excelente reputação. Após a morte de seus pais em circunstâncias trágicas e fugindo de casa, ela chegou a Paris ainda adolescente. Ela se tornou uma atriz conhecida na Belle Époque, incluindo o Théâtre des Variétés em Paris.
A partir de 1917, mudou-se para o castelo de Choisille, em Chanceaux-sur-Choisille, Indre-et-Loire (posteriormente ocupado pelo circo Pinder). Ela teve uma conversão religiosa radical e se tornou uma católica devota. Ela desejava entrar para uma ordem religiosa e por um tempo foi missionária médica na Tunísia. Ela se tornou uma franciscana terciária, membro dos Franciscanos Seculares ou Ordem Terceira de São Francisco.
Ela foi enterrada em Thuillières, onde morreu em 1929.

## Teatro

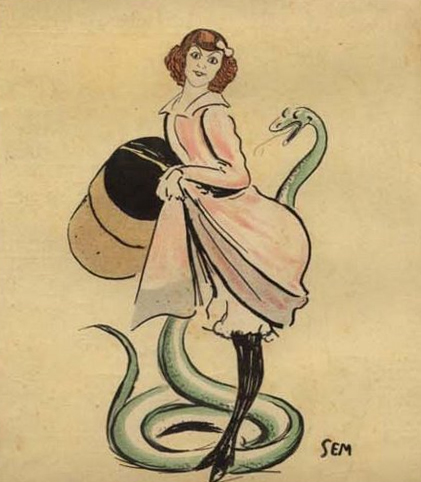
Caricatura de Georges Goursat em (1902).

Seus papéis mais famosos foram os seguintes: 
- 1892: La Vie parisienne de Jacques Offenbach, Henri Meilhac, Ludovic Halévy, Théâtre des Variétés,
- 1896: Le Carillon de Ernest Blum e Paul Ferrier, Théâtre des Variétés
- 1897: Paris qui Marche, uma crítica de Hector Monréal e Henri Blondeau, Théâtre des Variétés
- 1898: Les Petites Barnett de Paul Gavault e Louis Varney, Théâtre des Variétés
- 1899: La Belle Hélène de Jacques Offenbach, livrinho de Henri Meilhac e Ludovic Halévy, Théâtre des Variétés
- 1900: Mademoiselle George de Victor de Cottens e Pierre Veber, música de Louis Vernet, Théâtre des Variétés
- 1901: La Veine de Alfred Capus, Théâtre des Variétés
- 1902: Les Deux Écoles de Alfred Capus, Théâtre des Variétés
- 1903: Le Sire de Vergy de Gaston Arman de Caillavet, Théâtre des Variétés
- 1903: Paris aux Variétés, revista de Paul Gavault, Théâtre des Variétés
- 1904: La Boule de Henri Meilhac e Ludovic Halévy, Théâtre des Variétés
- 1904: Monsieur de la Palisse de Robert de Flers e Gaston Arman de Caillavet, música de Claude Terrasse, Théâtre des Variétés
- 1904: Die Fledermaus como La Chauve-Souris (Príncipe Orlofsky), letra de Henri Meilhac e Ludovic Halevy, música de Johann Strauss
- 1904: Barbe-bleue de Jacques Offenbach, libreto de Henri Meilhac e Ludovic Halévy, Théâtre des Variétés
- 1905: L'Âge d'Or de Georges Feydeau e Maurice Desvallières, Théâtre des Variétés
- 1905: Miss Helyett, uma opérette em 3 atos, texto de Maxime Boucheron, música de Edmond Audran, Théâtre des Variétés
- 1905: La Petite Bohême, uma ópera em 3 atos, texto de Paul Ferrier segundo Henry Murger, música de Henri Hirchmann, Théâtre des Variétés
- 1906: Miquette et sa mère de Robert de Flers e Gaston Arman de Caillavet, Théâtre des Variétés
- 1907: Le Faux-pas de André Picard, Théâtre des Variétés
- 1908: Le Roi de Robert de Flers, Gaston Arman de Caillavet, Emmanuel Arène, Théâtre des Variétés
- 1908: L'Oiseau blessé de Alfred Capus, Théâtre de la Renaissance
- 1909: Un ange de Alfred Capus, Théâtre des Variétés
- 1910: Le Bois sacré de Robert de Flers e Gaston Arman de Caillavet, Théâtre des Variétés
- 1911: Les Favorites de Alfred Capus, Théâtre des Variétés
- 1912: Les Petits de Lucien Népoty, Théâtre Antoine
- 1913: La Dame de chez Maxim de Georges Feydeau, Théâtre des Variétés
- 1913: Le Tango, uma obra de Jean Richepin, Théâtre de l'Athénée
- 1914: Ma tante d'Honfleur de Paul Gavault, Théâtre des Variétés